# Municipio de Jackson (condado de Jay)
El municipio de Jackson (en inglés: Jackson Township) es un municipio ubicado en el condado de Jay en el estado estadounidense de Indiana. En el año 2010 tenía una población de 965 habitantes y una densidad poblacional de 10,25 personas por km².

## Geografía
El municipio de Jackson se encuentra ubicado en las coordenadas 40°31′22″N 85°2′31″O / 40.52278, -85.04194. Según la Oficina del Censo de los Estados Unidos, el municipio tiene una superficie total de 94.19 km², de la cual 94,13 km² corresponden a tierra firme y (0,06 %) 0,06 km² es agua.

## Demografía
Según el censo de 2010, había 965 personas residiendo en el municipio de Jackson. La densidad de población era de 10,25 hab./km². De los 965 habitantes, el municipio de Jackson estaba compuesto por el 97,93 % blancos, el 0,1 % eran amerindios, el 0,1 % eran asiáticos, el 1,04 % eran de otras razas y el 0,83 % eran de una mezcla de razas. Del total de la población el 1,76 % eran hispanos o latinos de cualquier raza.